# ルイ・ニコラン
ルイ・ニコラン（Louis Nicollin, 1943年6月29日 - 2017年6月29日）は、フランスの実業家。ニコリンの表記も見られる。清掃業や廃棄物処理業を中心とするニコラン・グループを経営し、1974年よりモンペリエHSCの会長を務めた。

## 経歴
ドローム県の県都ヴァランスの出身。1977年に家業の廃棄物処理会社を継ぎ、モンペリエを中心に、モロッコやベルギーなど海外まで事業展開を進めた。
1974年、当時ディヴィジオン・オナー（地域リーグ）で活動していたモンペリエ・パイヤード・スポール・クルブの会長に就任。モンペリエのジョルジュ・フレッシュ市長のサポートもあり、ニコランのクラブは8年でディヴィジオン・アンに登りつめた。1989年、クラブはモンペリエ・エロー・スポール・クルブ (MHSC) と改名され、この年ニコランは一人株主となった。彼が会長となって以降、クラブは1987年のディヴィジオン・ドゥと1990年のクープ・ドゥ・フランス、そして2012年のリーグ・アンで優勝している。
ニコランの投資対象はサッカーだけはない。まずラグビー。ニコラン社として1999年から2009年までASベジエ・エローのメインスポンサー務め、2009年にはモンペリエHRCの株主となった。2000年にはパリ・バスケット・ラシンを、2002年にはパリ・ハンドボールを買収し、これらのチームにはヴァルロ・ジルベールやジャン・クロード・レムールトといった彼の仲間たちを送り込んだ。また、ニコランはウォーター・ジョスト（すれ違いざまに船の先端でジョストを行う競技）グループの会長でもあった。
2017年6月29日、74歳の誕生日パーティー中に体調を崩し、搬送先の病院で死去した。死因は心臓発作と報じられている。

## 人物
歯に衣着せぬ奔放な言動で、ニコランはフランスメディアの人気者であった。差別用語や放送禁止用語で相手を罵るのは当たり前で、カルロ・アンチェロッティを無能、ジロンダン・ボルドーの会長を馬鹿呼ばわりしたり、自軍選手と小競り合いを起こしたベノワ・ペドレッティを「ちいさなオカマ野郎」と呼び、同性愛者差別反対団体からの抗議で資格停止処分を受けたこともある。また、彼を生涯サポートし続けたジョルジュ・フレッシュも「フランス代表は黒人ばかり」の問題発言で波紋を呼んだ人物である。
かつてニコランは、自らとラグビーが盛んなモンペリエの町にあって観客が集まらないクラブを自虐的にこう表現した。
| 「                                                    | アホな会長（自分）、八百長をする監督（ローラン・クルビス）、ニーム（隣町）出身のスポーツディレクター。 サッカーを愛さない町のクラブとしては悪くない。 | 」 |
| —パリでコンサートを開く有名歌手とモンペリエを比較して | |    |

## 私生活
大のサッカーファンであった。膨大な数のサッカーユニフォームを収集しており、有名選手のそれを含め、そのコレクションは4500枚ともいわれた。
妻コレットとの間に、オリビエとローランという2人の息子をもうけた。彼らは会社やクラブで仕事を共にしており、次男ローランはモンペリエHSCのチェアマンを務めている。